# Dante Pesce
José Dante Pesce Figueroa (Santiago, 8 de octubre de 1930-Santiago, 23 de junio de 2013), más conocido como Dante Pesce, fue un Futbolista y  entrenador chileno. 

## Trayectoria

### Como futbolista
Un delantero surgido de las divisiones inferiores de Universidad de Chile, debutó profesionalmente el 29 de abril de 1950 en una victoria del equipo laico ante Universidad Católica por 4:3, en donde marcó el primer gol del partido.Luego, en 1952 ´participó en 5 partidos más, marcando 1 gol en la derrota ante Unión Española por 2:4 en Estadio Santa Laura.En 1954, fue cedido en préstamo a Liga de Quito del Ecuador, marcando un gol en el primer partido oficial en la historia del club.Junto a su compatriota Carlos Arce se transformó en el primer chileno en jugar en el conjunto quiteño, antes de jugadores como Adolfo Ovalle, Edson Puch, entre otros.
De regreso en Chile, jugó en Green Cross hasta 1960,y Universidad Católica durante la Copa Chile Green Cross 1961, marcando dos goles en la final de ida del torneo.

### Como entrenador
Desarrolló su carrera en Chile- Luego de su retiro, comenzó a dirigir a Green Cross en la Primera División.En dicha categoría también dirigió a San Luis, Unión Española, Deportes La Serena, O'Higgins y Lota Schwager.En el conjunto papayero fue donde tuvo su último paso como entrenador, durante 1999, desde la fecha 22 y tras la renuncia de Gustavo Huerta al banco granate, no logrando resultados óptimos y peleándose con gran parte del plantel, que lo acusaron de mantener métodos anticuados de entrenamiento y no conocer a los jugadores, lo que terminó en el despido del capitán Waldemar Méndez en pleno torneo, y con Pesce despedido. A fin de año, el cuadro serenense descendió a Primera B.
En la categoría de plata, dirigió a Iberia, Palestino, Audax Italiano, Deportes La Serena, Coquimbo Unido, Santiago Wanderers y Provincial Osorno.
En divisiones inferiores, dirigió a Green Cross, Universidad de Chile y Deportes La Serena. Además, dirigió en 1963 un combinado de jugadores de equipos de la Asociación Central de Fútbol (ACF) en un torneo nacional celebrado en Arica.
En adición, fue asistente técnico de Universidad Católica en 1965, y el tercer entrenador de Concepción-Lord, antecesor de Deportes Concepción, en el campeonato regional de 1965.

## Fallecimiento
Sufrió de la Enfermedad de Alzheimer, lo que le llevó a su fallecimiento el 23 de junio de 2013.

## Clubes

### Como futbolista
| Club                     | País    | Año       |
| ------------------------ | ------- | --------- |
| Universidad de Chile     | Chile   | 1950-1954 |
| → Liga de Quito (cedido) | Ecuador | 1954      |
| Green Cross              | Chile   | 1955-1960 |
| Universidad Católica     | Chile   | 1961      |

### Como entrenador
| Club               | País  | Año       |
| ------------------ | ----- | --------- |
| Green Cross        | Chile | 1961      |
| San Luis           | Chile | 1963-1964 |
| Unión Española     | Chile | 1965      |
| Concepción-Lord    | Chile | 1965      |
| Deportes La Serena | Chile | 1966      |
| Deportes La Serena | Chile | 1967      |
| O'Higgins          | Chile | 1968      |
| Deportes La Serena | Chile | 1968-1970 |
| Coquimbo Unido     | Chile | 1970      |
| Palestino          | Chile | 1971      |
| Lota Schwager      | Chile | 1972-1973 |
| Audax Italiano     | Chile | 1975      |
| Deportes La Serena | Chile | 1976      |
| Deportes La Serena | Chile | 1980      |
| Santiago Wanderers | Chile | 1981      |
| Deportes La Serena | Chile | 1981-1982 |
| Provincial Osorno  | Chile | 1986      |
| Deportes La Serena | Chile | 1999      |

## Filmografía
| Año  | Título                          | Rol     | Notas    | Ref(s) |
| ---- | ------------------------------- | ------- | -------- | ------ |
| 2010 | Der Radfahrer vom San Cristóbal | Cordona | Película | [ 18 ] |